# Yassine Essid
Mohamed Yassine Essid (en árabe, محمد ياسين الصيد; n. Túnez, 7 de febrero de 1950) es un historiador, islamólogo y académico tunecino especializado en la Edad Media.

## Biografía
Después de estudiar en la Facultad de Ciencias Humanas y Sociales de Túnez, obtuvo en 1988 el doctorado estatal en Historia por la Universidad de La Sorbona 1.
Fue profesor de la facultad de ciencias humanas y sociales de Túnez y ex decano de la facultad de letras y de ciencias humanas de Sfax, es autor de varias obras y artículos centrados en la historia del pensamiento económico árabe. Su obra aborda también la historia de la alimentación en Túnez y el resto del Magreb.
Ha sido profesor invitado en varias universidades norteamericanas y europeas, es presidente del Grupo de Estudios e Investigaciones Interdisciplinarias del Mediterráneo (GERIM) y miembro de otras sociedades científicas y miembro de la redacción del sitio Kapitalis.

## Publicaciones
- Yassin Essid, At-Tadbîr/Oikonomia: para una crítica de los orígenes del pensamiento económico árabe-musulmán, Túnez, TS,1993, 351 págs. (ISBN  978-9973972903).
- Ibn 'Alî al-Dimashqî  (en) (trad.  Yassine Essid y Youssef Seddik), Elogio del comercio, Cartago, Arcanos,1994, 169  págs. (ISBN  978-9973972965).
- (en) Yassine Essid, Una crítica de los orígenes del pensamiento económico islámico, Leiden, Brill,1995, 257  págs. (ISBN  978-9004100794).
- Epístolas de Avicena y Bryson, Cartago, MC-Éditions,1996(con Youssef Seddik).
- Youssef Seddik y Yassine Essid, Diccionario histórico del pensamiento árabe y musulmán, Cartago, MC-Éditions,1998, 312  págs. (ISBN  978-9973807021).
- Yassine Essid, Prácticas alimentarias y de mesa en el Mediterráneo, París, Maisonneuve y Larose,2000, 291  págs. (ISBN  978-2706814648).
- (ar) Youssef Seddik y Yassine Essid, عبقرية التجارة في أرض الإسلام [“El genio del comercio en la tierra del Islam”], Cartago, MC-Éditions,2008 (ISBN  978-9973807755).
- William D. Coleman y Yassine Essid, Dos Mediterráneos: los caminos hacia la globalización y la autonomía, Laval, Presses de l'Université Laval,2010, 483  págs. (ISBN  978-2763789491)7
- Yassine Essid, Crónica de una revolución inacabada: 17 de diciembre de 2010-23 de octubre de 2011, Cartago, MC-Éditions,2012, 249  págs. (ISBN  978-9938807516).
- Yassine Essid, La cara oculta de la islamización: la banca islámica, La Tour-d'Aigues, L'Aube,2015, 176  págs. (ISBN  978-2815913799)8, 9 .